# 北巨蟹蛛
北巨蟹蛛（学名：Heteropoda licenti）为巨蟹蛛科巨蟹蛛属的动物。在中国大陆，分布于山东、辽宁等地，常生活於山地或旱田。该物种的模式产地在山东、辽宁。